# Silberbergwerk Annaberg
Das Silberbergwerk Annaberg ist ein ehemaliges Silberbergwerk in der Ortschaft Schmelz im Gemeindegebiet von Annaberg in Niederösterreich. Zwischen 1752 und 1804 (oder 1814) wurden an dieser Stelle Silber-, später auch Zink- und Bleierze abgebaut.

## Geschichte

### Erster Fund
Im Jahre 1751 hatte der Wirt des Gasthauses „Zum Ochsen“ (oder „Zum goldenen Ochsen“) und Postverwalter Johann Burger in Annaberg auf der so genannten „Hollere-Alm“ am Hocheck nach einem Erdbeben silberhaltiges Erz gefunden.

### Aufschluss
Der Aufschluss des Bergwerks begann mit dem Bau des St.-Anna-Stollens, aus welchem der Theresia- und der Caroli-Schacht abgeteuft wurden. Am 25. April 1752 wurde das Bergwerk vom Prälaten aus Lilienfeld eingeweiht. Bereits ein Jahr später wurde die St.-Joachims-Fundgrube aufgeschlossen und der Beschluss gefasst, einen neuen Stollen, den Maria-Erbstollen, bergmännisch anzutreiben.

### Schließung
Auf Grund der immer schlechter werdenden Ausbeute wurde das Bergwerk 1805 oder 1814 geschlossen und der Werkskomplex 1821 versteigert.

## Verhüttung
Zunächst wurde das Erz in Žarnovica in der heutigen Slowakei verhüttet und erst später in der im Jahre 1760 im Lassingbachtal errichteten Schmelzhütte verarbeitet. Da neben Silber auch eine Menge Zinkerze abgebaut wurden, errichtete man 1765 ein Messingwerk in der Schmelz. Das für die Messingproduktion benötigte Kupfer kam aus Ungarn und Spitz an der Donau.

## Ausbeutetaler

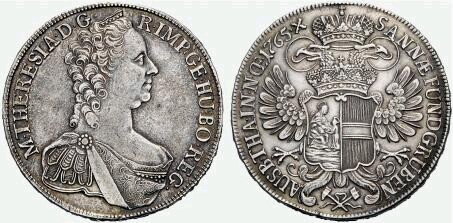
Annaberger Ausbeutetaler von 1765

### Erste Prägung 1758
Am 4. November 1758 wurde das Ansuchen gestellt, einige hundert Stück Ausbeutetaler prägen zu lassen. Dieses Ansuchen wurde von Kaiserin Maria Theresia bewilligt und die Taler vom Münzamt in Wien geprägt. Auf der Aversseite befindet sich das Brustbild der Kaiserin Maria Theresia mit einem Perlen-Diadem in den Haaren. Die Unterschrift lautet: „M. THERESIA. D. G. R. IMP. GE. HU. BO. REG.“ Die Reversseite zeigt den gekrönten Reichsadler, im Wappenschild die Heilige Anna und die Österreichische Binde, unter dem Adler Schlägel und Eisen. Die Umschrift lautet „S. ANNÆFUNDGRUBEN AUSB. THA. IN. N. Œ 1758“ und am Rande ist zu lesen „Justitia et Clementia“.

### Zweite Prägung 1765
Die 1765 geprägten Ausbeute-Taler unterscheiden sich von den zuerst geprägten nur durch die Jahreszahl und den nunmehr geblümten Mantel der Kaiserin.

## Bleiabbau

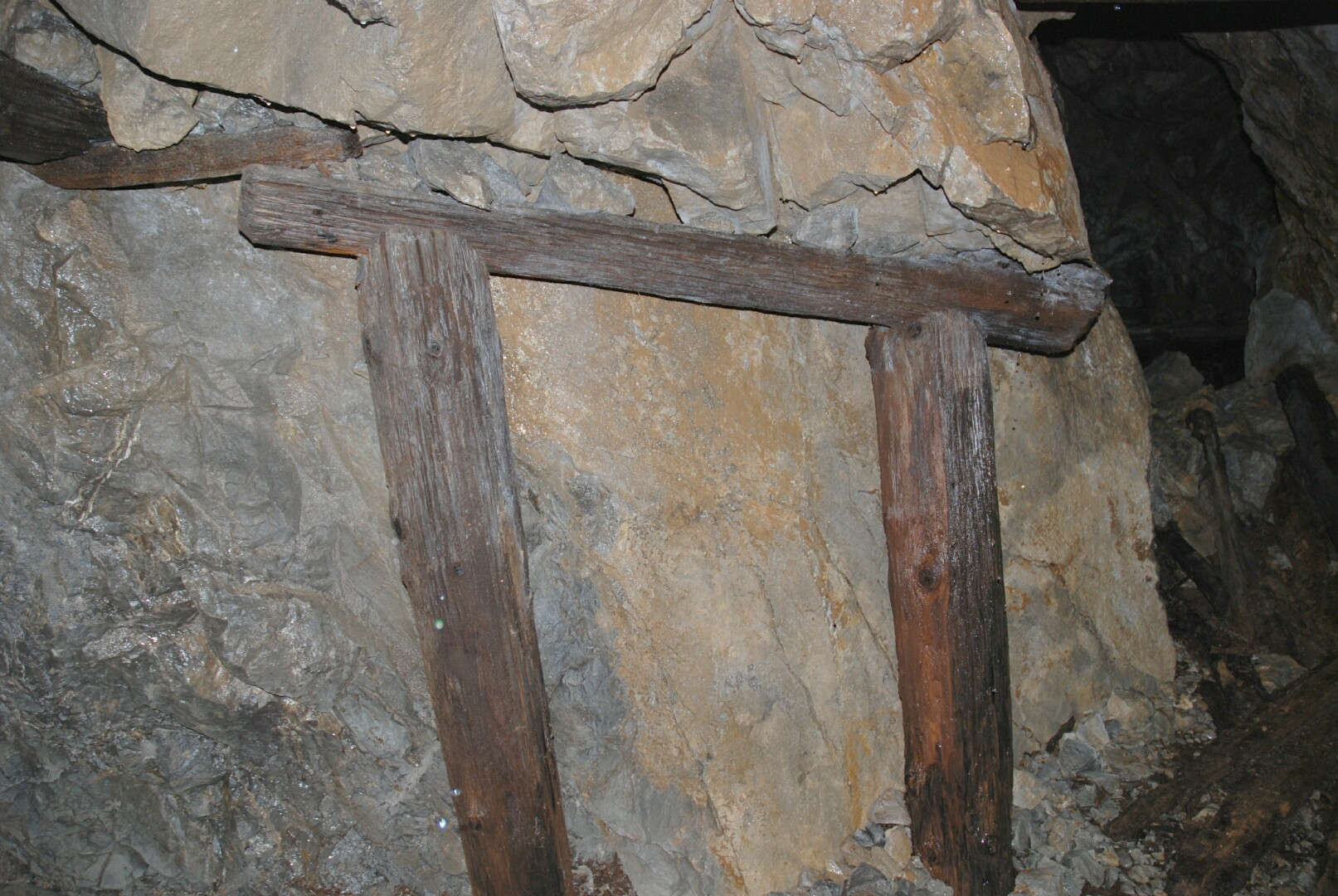
Stützelement in der St.-Joachims-Fundgrube

Da das Blei, welches zum Abtreiben des Silbers aus seinen Erzen erforderlich war, aus Bad Bleiberg in Kärnten herbeigeschafft werden musste, begann man auch in der Nähe nach Bleierzen zu schürfen. Nachdem man 1765 am Galmeikogel fündig wurde, entstand dort der „St.-Johann-v.-Nepomuk-Bleihoffnungsbau“.

## Förderzahlen
Bis 1758 wurden ca. 1.600 kg Feinsilber gewonnen. Zwischen 1762 und 1765 waren es noch etwa 365 kg. Die Förderung verringerte sich aber in den kommenden Jahren weiter und obwohl noch 1765 Ausbeutetaler geprägt wurden, konnten nach 1767 keine Gewinnanteile mehr ausbezahlt werden. Zwischen 1768 und 1783 wurden dann nur mehr ca. 280 kg gewonnen.